# 銅锈

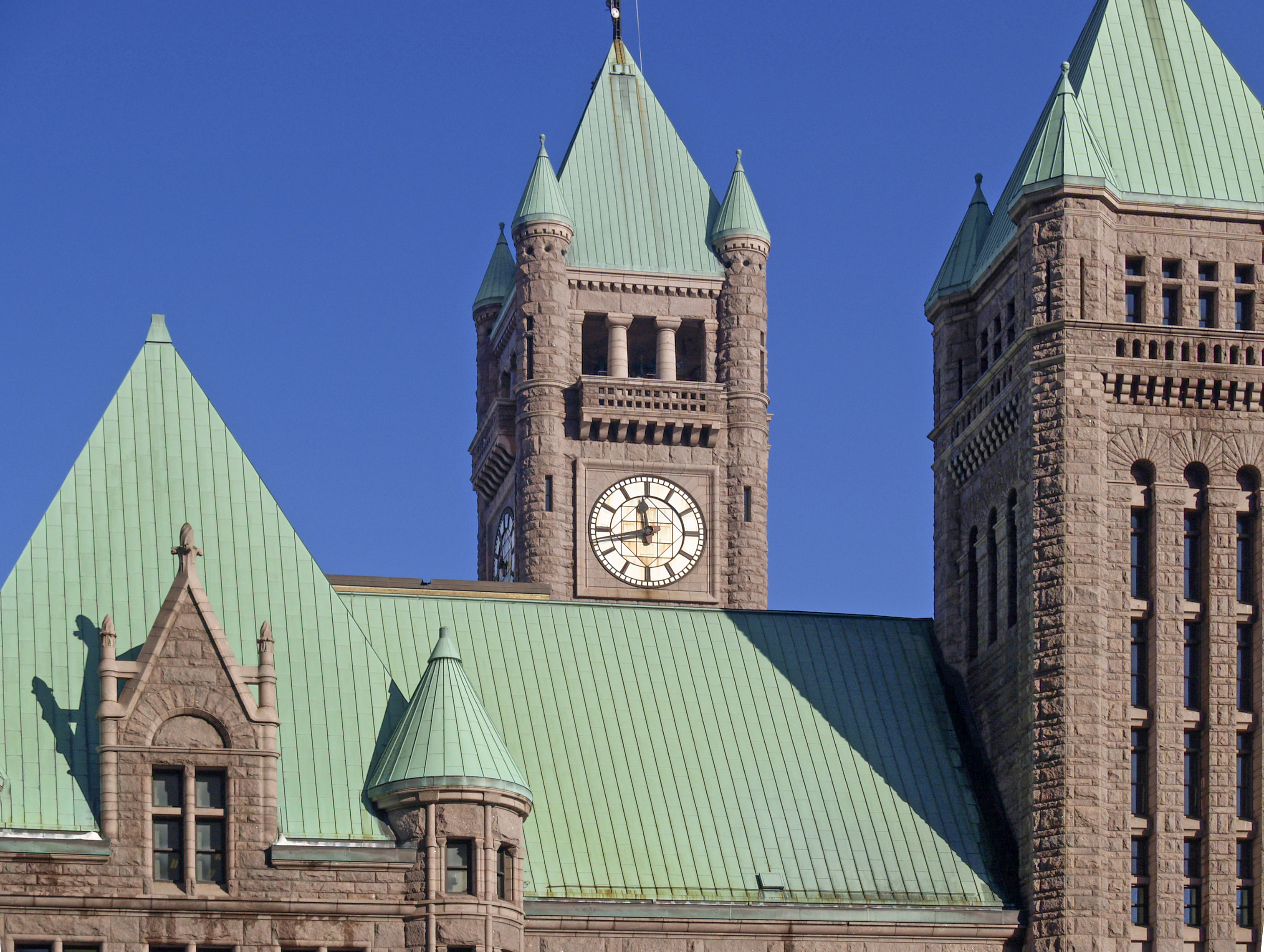
明尼阿波利斯市政厅被铜锈覆蓋的铜制屋顶

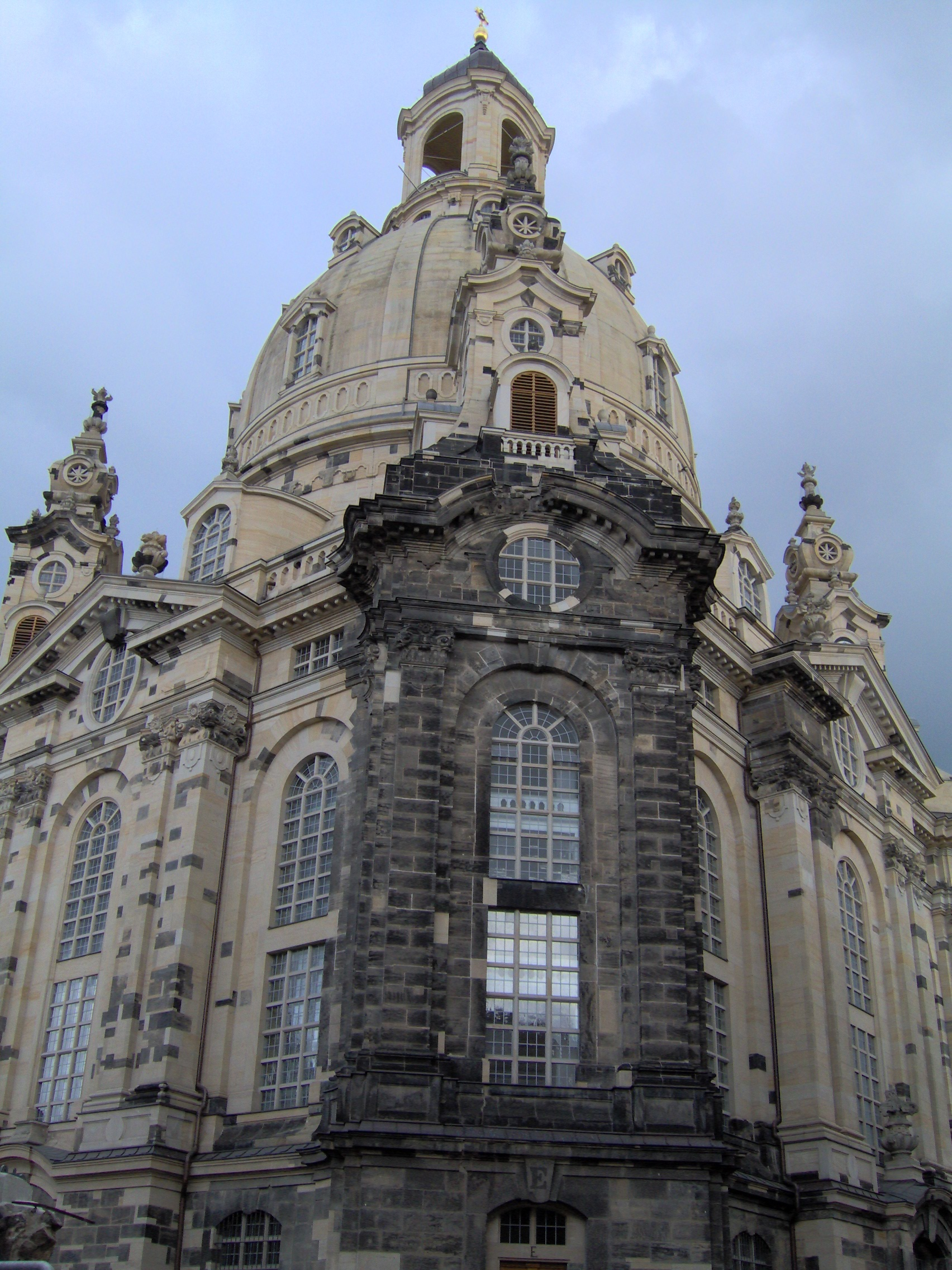
德累斯顿圣母教堂。教堂在 1945 年德累斯顿轰炸中被毁，1993 年至 2005 年用新材料重建；带有黑色铜锈的石头是 18 世纪教堂原址在燃烧弹爆炸中幸存下来的部分。

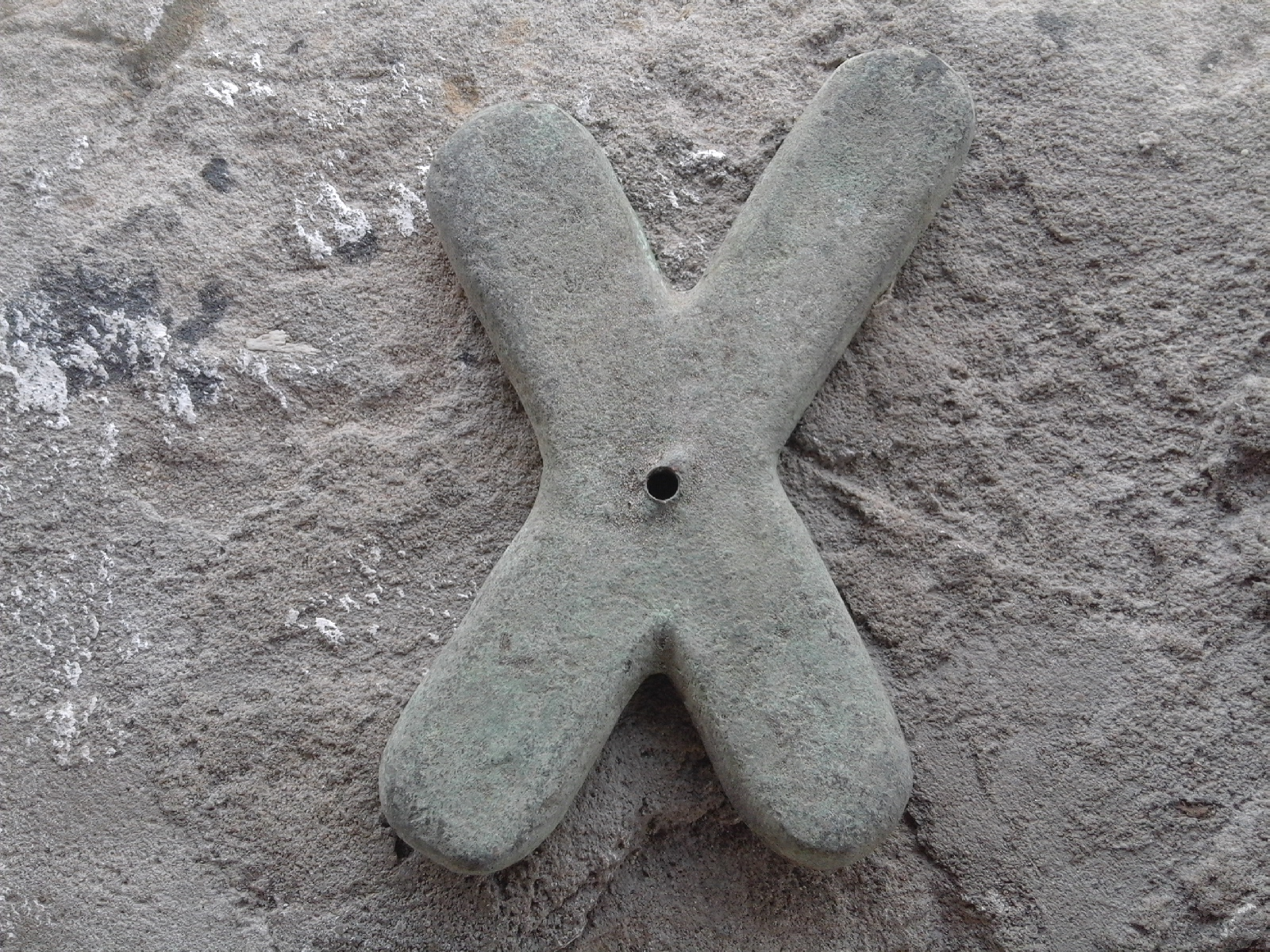
曾在铜带（刚果民主共和国和赞比亚）使用的前殖民時期铜币。铜币外层经受潮气和雨水的风化，导致铜氧化。

铜锈（ 英語：Patina ）是指在铜、黄铜、青铜和类似金属和金属合金表面形成，因氧化或氧化而产生的一层薄层。岩石和木制家具亦會因老化、磨损或抛光而导致其外露的表面产生铜锈。
此外，铜锈一詞还用于描述优质皮革的老化。皮革制品上的铜锈因皮革类型、使用频率和暴露程度而异。透過在物件上形成一層薄层，铜锈可保护物件免受外來物質腐蚀或风化的损坏。铜锈亦可視為美觀的裝飾。

## 術語用法
在金属上，铜锈是在暴露于大气元素（氧气、雨水、酸雨、二氧化碳、含硫化合物）时在各种化合物表面形成的涂层。這些化合物包括氧化物、碳酸盐、硫化物或硫酸盐。 一般来说，钢材上的风化锈常常被错误地称为铜锈。铜锈亦指随着时间的推移，正常使用日常物件（如硬币或家具）而导致其表面纹理和颜色的整體累积变化。 
考古学家还使用铜锈一词来指随着时间的推移而在燧石工具和古代石碑上形成的皮质层，这些皮质层是由一系列复杂因素而造成的。 这导致近来石器分析师普遍更喜欢皮质化（英語： cortification）一词，因为它比铜锈更能具體描述这一过程。 
在地质学和地貌学中，术语铜锈用于指在岩石或其他材料的表面上或内部产生的变色薄膜。這些外層是岩石表面内风化外皮的成物；亦可因岩石表面的沙漠岩漆而成；又或是两者组合而成。铜锈一詞还指燧石或燧石结核表面硬化层风化结果（又稱皮質，英語：cortex）的過程。 

## 英語词源
铜锈 （英語：Patina）出自意大利语patina （表面上的浅层沉积物），源自拉丁语patĭna （平底锅，浅盘）。形象地说，铜锈一詞可以指任何褪色、变暗或其他年龄迹象，这些迹象被认为是自然的或不可避免的（或两者兼而有之）。
形成铜锈或故意诱发铜锈的化学过程称为镀锈（英語：Patination），涂有铜锈的艺术品称为铜锈的（英語：Patinated)。

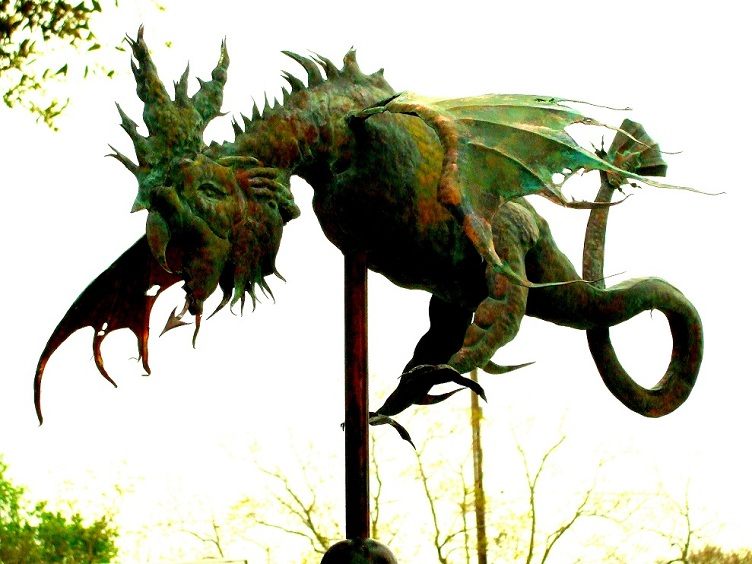
铜制风向标上的铜锈

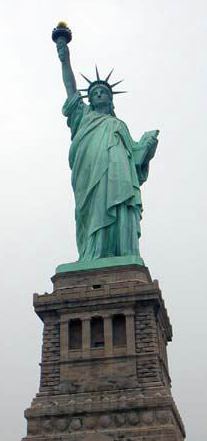
自由女神像因其铜表面形成的天然铜绿而获得著名的绿色。

## 自然形成的铜锈
铜和青铜上自然形成的绿色铜锈有时會被称为铜綠（英語：Verdigris）。銅綠通常由氯化铜、硫化铜、硫酸铜和碳酸铜的不同混合物组成，具体取决于含硫酸雨等环境条件。    在空气清新的乡村环境中，铜锈是由铜与二氧化碳和水发生缓慢化学反应所产生的碱式碳酸铜而成。在含有来自燃煤发电厂或工业过程的亚硫酸雨的工业和城市空气环境中，铜锈主要由硫化物或硫酸盐化合物组成。   
在自然风化作用下，铜锈层需要很多年才能形成。潮湿的沿海/海洋环境中的建筑物比干燥的内陆地区的建筑物更快地形成铜锈层。

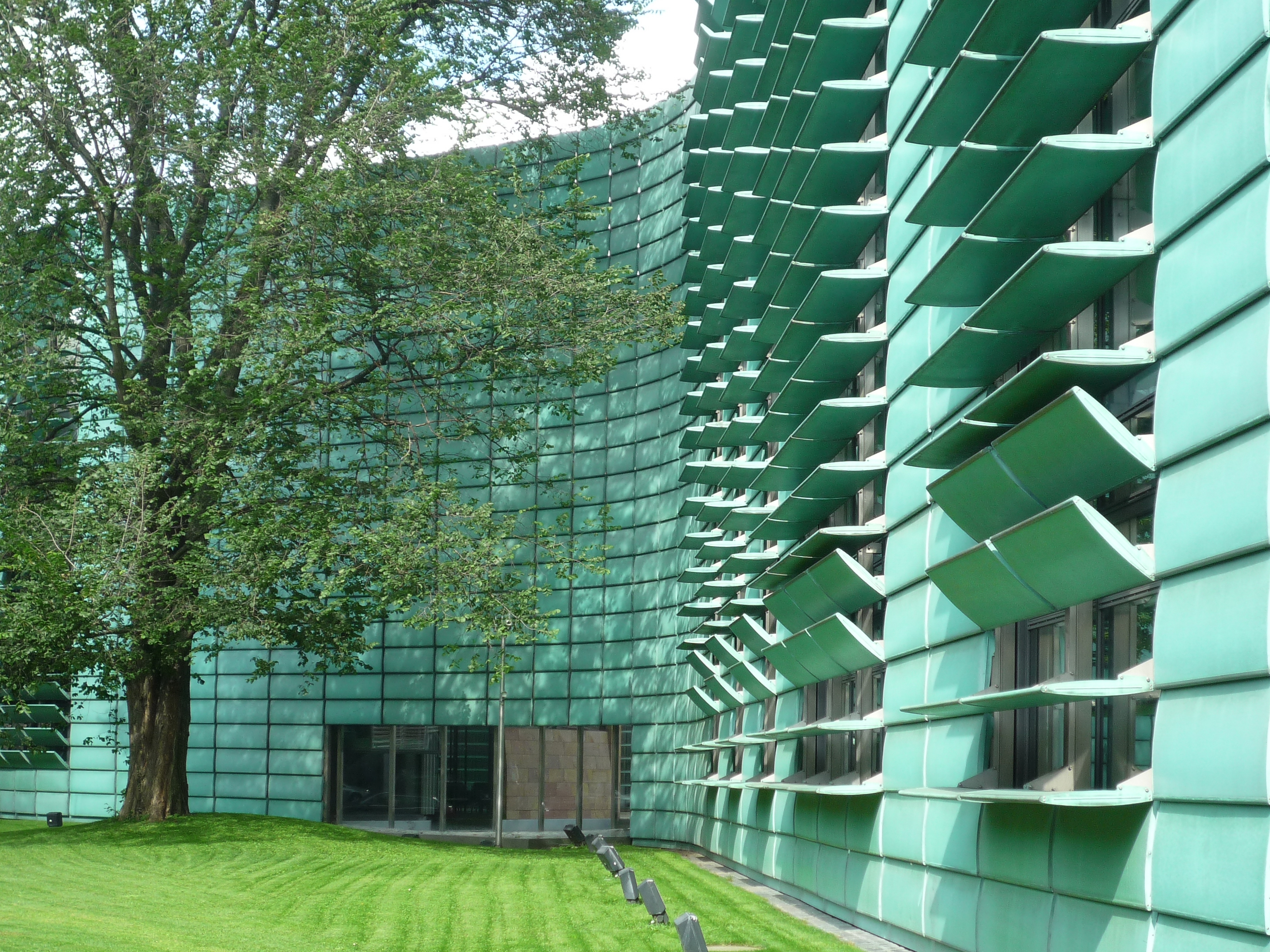
德國柏林北欧大使馆外的天然铜锈

采用铜合金（例如黄铜或青铜）的外墙覆层（铜覆层／铜墙覆层）的耐候性与纯铜覆层不同。铜合金包层甚至可以实现持久的金色，例如布里斯托尔的科尔斯顿大厅或伦敦帕丁顿中心的诺富特酒店。
古董和经常使用的枪支在原始表面磨损后，其枪机、枪管或其他钢制部件上通常会出现一层锈迹。关于这个问题，枪匠马克·诺瓦克 (Mark Novak) 说：“……这就是大家所说的铜锈，我称之为一层漂亮的厚锈层……” 去除此类锈迹对于枪支保护通常是必要的，以防止枪支进一步腐烂。

## 人為添加的铜锈
艺术家和金属工人经常故意添加铜锈作为艺术品和家具的原始设计和装饰的一部分，或者在新制作的物品上營造出歲月和磨損的外觀。这个过程通常被称为外觀風化 （英語：distressing； weathered look）。
多种化学品，无论是家用化学品还是商业化学品，都可以产生各种铜锈。它们经常被艺术家用作颜色或纹理的表面装饰。铜锈成分随反应元素的不同而变化，这些元素将决定铜锈的颜色。对于铜合金而言（例如青铜），氯化物会导致其表面出現绿色铜锈；而硫化合物（例如“硫肝”）則會会产生棕色铜锈。铜合金铜锈的基本调色板包括硫化铵（蓝黑色）、硫肝色（棕黑色）、硝酸铜（蓝绿色）和硝酸铁（黄棕色）等化学物质。对于艺术品来说，藝術家通常會通过加热化学物质来加速外觀風化的過程。當中的颜色種類包括哑光砂岩黄色到深蓝色、绿色、白色、红色和各种黑色。一些铜绿颜色是通过将金属表面与添加到化学品中的颜料发生反应而产生的颜色混合而成。有时，藝術家亦會通过打蜡、上油或其他类型的清漆或透明涂层来增强表面。更简单地说，法国雕塑家奥古斯特·罗丹曾经指示其助手於存放在外院的青铜器上小便。使用醋（乙酸）可以在铜上产生铜锈。这种铜锈是水溶性的，不会像真正的铜锈那样持久地留在建筑物的外部，故此更常被用作色素。
集電環和换向器上也发现了铜锈。这种类型的铜锈是由腐蚀、空气中可能含有的元素、碳刷磨损的残留物以及湿气形成的；因此，铜绿需要特殊的条件才能发挥预期作用。
铜锈也可以在炒鑊或其他金属廚具上找到。将铜锈涂在炊具上的过程称为開鍋。炒鑊上的铜锈是一层黑色的油涂层，聚合到其上以防止食物粘连在廚具上。在炒鑊或其他餐具上擦洗或使用肥皂可能会损坏铜锈，并可能导致生锈。
拥有碳钢刀片的刀具收藏家有时会在刀片上施加铜锈以保护刀片，并赋予其更个性化的外观。这些人為的铜锈可用各种化学品和物质来完成（例如盐酸、苹果醋或芥末），或通过将刀片插入任何酸性蔬菜或水果（例如橙子或苹果）。

## 重新镀锈
就古董而言，对于生锈的价值以及损坏后的更换（称为重新镀锈，英語: repatination）的价值有多种观点。

保留一件物品的外观和特征很重要，移除或减少可能会大大降低其价值。如果铜锈脱落，重新鋪上铜锈是專家的建議處理做法。 估价师雷恩·海恩斯 (Reyne Haines) 指出一件重新镀锈的金属件比一件有明显铜锈瑕疵的金属件更值钱，但比一件仍保持原来表面外觀的物件价值還要低。 

## 延伸資料
- - Angier, R.H. : Firearm Blueing and Browning, Onslow County 1936.
  - Fishlock, David : Metal Colouring, Teddington 1962.
  - Hiorns, Arthur. . London: Macmillan and Co. 1907.
  - Hughes, Richard; Rowe, Michael. . London: Thames & Hudson Ltd. 1995. ISBN 978-0-500-01501-8.
  - LaNiece, Susan; Craddock, Paul : Metal Plating and Patination: Cultural, Technical and Historical Developments, Boston 1993.
  - Pergoli Camopanelli, A. : The value of patina （页面存档备份，存于）on the antiques market – Affinities and relationships between conservation theories and buyers' taste: NEWS IN CONSERVATION, (31), 2012.
  - Sugimori,E. : Japanese patinas, Brunswick 2004.